# Buli
Buli je metoda za začetek oziroma nadaljevanje igre po prekinitvi, ki se uporablja pri hokeju na ledu in nekaterih sorodnih športih. 

## Hokej na ledu
Buli je edini način začetka ali nadaljevanja hokejske igre po prekinitvi. V buli se postavita dva hokejista nasprotne ekipe, običajno centra, eden nasproti drugemu in položita svoji palici na led. Sodnik spusti plošček na led in v trenutku, ko se le-ta dotakne ledu, so igra začne oziroma nadaljuje. Hokejista, ki se borita v buliju, določi trener oziroma ekipa, toda sodnik lahko po lastni presoji zamenja enega ali oba hokejista, če si poskušata v buliju pridobiti nedovoljeno prednost, npr. z nepravilnim postavljanjem telesa ali palice. Buli se izvaja na enem od devetih za to predvidenih mest, označenih s polnim krogom. Po dve mesti se nahajata v napadalnih oziroma obrambnih tretjinah, po dva na vsaki strani nevtralne tretjine ter eden v središču drsališča. 